# Pikku Kaartijärvi (Gällivare socken, Lappland, 742603-171892)
Pikku Kaartijärvi är en sjö i Gällivare kommun i Lappland och ingår i Råneälvens huvudavrinningsområde.